# Arif Sağ

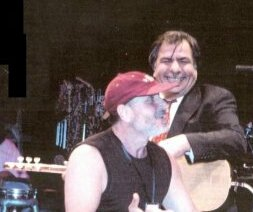
Arif Sağ (rechts) achter Attila Engin

Arif Sağ (Dallı, district Aşkale, provincie Erzurum, 1945) is een Turkse zanger van volksmuziek, bespeler van de saz (de Turkse luit) en politicus.

## Leven en werk
Arif Sağ zette als kleuter zijn eerste schreden op het muzikale pad, toen hij de "Türküs" (traditionele Turkse volksliedjes) ontdekte. Vanaf dat moment ontwikkelde hij zijn kennis steeds verder, zodat hij al op zijn 14e een aşık geworden was: een traditionele zanger die zichzelf begeleidt op de bağlama, de luit met lange hals die ook wel "saz" wordt genoemd.
In de jaren zestig begon hij zijn professionele carrière. Zijn eerste lp Gafil gezme şaşkın bir gün ölürsün verscheen in 1963. Twee jaar later werd hij bağlamaspeler bij de radiozender van Istanboel. In die stad werd hij in 1975 benoemd tot hoogleraar aan het nationale conservatorium voor Turkse muziek (Istanbul Devlet Türk Müziği Konservatuarı). In 1982 nam hij ontslag om zijn eigen muziekacademie te stichten, Arif Sağ müzik evi (ASM), het "Arif Sağ Muziekhuis" dat meer dan 40.000 studenten heeft opgeleid. Ook in dat jaar gaf hij zijn eerste recital op de bağlama. Hij bespeelde dit instrument bij vele concerten in Europa en Japan en componeerde er een concert voor. Hij ontwikkelde zijn eigen stijl van arabeskmuziek. Hij trad op met bekende Turkse musici als Orhan Gencebay, Tarkan, İbrahim Tatlıses, Musa Eroğlu, Muhlis Akarsu, Belkıs Akkale, Yavuz Top, Erdal Erzincan en Erol Parlak.
Op 5 mei 1996 trad Arif Sağ op bij de beëdiging van Roman Herzog tot Bondspresident van Duitsland. Hij nam ook deel aan grote manifestaties als De nacht van de 1000 gitaren en De nacht van de 2000 gitaren. In het jaar 2000 ging hij op tournee met de Spaanse flamencogitarist Tomatito.
Arif Sağ belijdt de alevitische godsdienst. Op 2 juli 1993 overleefden hij en zijn vrouw Yildiz het bloedbad van Sivas, toen een soennitische menigte op het Pir Sultan Abdal Cultuurfestival een hotel in brand stak waarbij 37 mensen stierven, voor het overgrote deel alevieten.
Hij is niet alleen een vooraanstaand musicus en kenner van Turkse volksmuziek, maar ook politicus. Tussen 1987 en 1991 was hij afgevaardigde voor Ankara in de Grote Nationale Assemblee van Turkije voor de centrumlinkse Sosyaldemokrat Halkçı Parti (SHP) van Erdal Inönü. Toen hij in 2010 deelnam aan een door de regering van Erdoğan georganiseerde werkbijeenkomst over Alevitische vraagstukken, kreeg Sağ zware kritiek van zijn geloofs- en partijgenoten. Hij antwoordde met de opmerking dat problemen alleen met diplomatie kunnen worden opgelost.

## Persoonlijk
Sağ trouwde in juli 1970 met Yıldız Bayşu, dochter van de componist Abdullah Nail Bayşu. Zij overleed op 18 oktober 2016 op 60-jarige leeftijd. Zij hebben twee kinderen. Hun zoon Tolga Sağ (1973) en diens vrouw, de zangeres Pinar Sağ (1979), zijn eveneens populaire bağlamaspelers. In december 2017 werd Arif Sağ in Cuba behandeld voor longkanker en in maart 2018 werd hij geopereerd aan een hersentumor.

## Incident in Nederland
Op 13 mei 2012 was Arif Sağ het middelpunt van een diplomatiek incident toen hij zijn Concert voor bağlama en orkest zou komen spelen in het Amsterdamse Koninklijk Concertgebouw met het Promenade Orkest, als onderdeel van het Turkey Now festival bij de viering van 400 jaar diplomatieke betrekkingen tussen Nederland en Turkije. Bij de paspoortcontrole op Schiphol werd hij door de marechaussee zo langdurig ondervraagd, dat hij uit protest besloot onmiddellijk terug te reizen naar Turkije. Zijn compositie moest van het programma worden afgevoerd. De Turkse pers maakte melding van een "schandelijke behandeling". In antwoord op Kamervragen kwalificeerde het Nederlands kabinet de procedure als correct.

## Discografie
- Gurbeti ben mi yarattım (1981)
- Direniş (1983)
- İnsan olmaya geldim (1983)
- Muhabbet 1-5 (1984-1987)
- Duygular dönüştü söze (1989)
- Türküler yalan söylemez (1990)
- Biz insanlar - Kerbela (1990)
- Resital 1 (met Musa Eroğlu) (1990)
- Ben çaldım siz söyleyin (1991)
- Halaylar ve oyun havası (1992)
- Umut (1995)
- Seher Yıldızı (met Belkıs Akkale) (1996)
- Concert for Bağlama (1998)
- Golden Bağlama (1999)
- Halay (2000)
- Dost Yarası (2002)
- Davullar Çalınırken (2005)
- Ezo Gelin (2007)

## Over Arif Sağ
- Irene Markoff: Arif Sağ – Alevi, Bağlama Teacher, and Performer Par Excellence, in: Virginia Danielson, Dwight Reynolds, Scott Marcus (red.): The Garland Encyclopedia of World Music, Vol. 6: The Middle East. Garland, London, 2002, p. 789–792. ISBN 9780824060428